# Ralph Gonsalves
Pour les articles homonymes, voir Gonsalves.
Ralph Everard Gonsalves, né le 8 août 1946 à Colonarie, également connu sous le surnom de « Camarade Ralph » (Comrade Ralph),,, est un homme politique vincentais, à la tête du Parti travailliste uni depuis 1998 et actuel Premier Ministre de Saint-Vincent-et-les-Grenadines depuis 2001 après avoir remporté les élections de 2001, 2005, 2010, 2015 et 2020.
Gonsalves est membre du Parlement (MP) de la circonscription de North Central Windward depuis 1994. En 1994, lors de la formation du Parti travailliste d'unité, il devient chef adjoint puis chef du parti en 1998. Avec Gonsalves à sa tête, le Parti travailliste remporté la majorité du vote populaire à chaque élection entre 1998 et 2015, bien qu'elle n'ait pas réussi à obtenir la majorité des sièges parlementaires lors des élections de 1998. En 2020, il remporte l'élection mais ne remporte pas le vote populaire. Le 7 novembre 2020, Gonsalves prête serment pour son cinquième mandat en tant que Premier ministre.

## Biographie

### Jeunesse et études
Ralph Everad Gonsalves est né le 8 août 1946 d'Alban Gonsalves (paysan et petit entrepreneur) et Theresa Francis (commerçante) à Colonarie), un village rural de l'île de Saint-Vincent. Ses ancêtres arrivèrent à Saint-Vincent en 1845 comme engagés de l’île de Madère. Ralph Gonsalves suit ses études primaires dans l'école catholique de son village, puis à la St. Vincent Grammar School de Kingstown.
Étudiant à l'Université des Indes occidentales (University of the West Indies), Gonsalves y devient en 1968 président de la Guild of Undergraduates, et organise un mouvement de protestation étudiante contre l'expulsion du professeur et historien Walter Rodney.
Gonsalves obtient une licence d'économie et un Master en sciences politiques à l'Université des Indes occidentales, puis un  doctorat de sciences politiques à l'Université de Manchester. Son sujet de thèse s'intitule "The Political Economy of Trade Unions and Industrial Relations in Uganda, 1950 – 1971" ("L'économie politique des syndicats et des relations au sein des industries en Ouganda de 1950 à 1971"). Il accède ensuite au barreau à Gray's Inn, Londres. Il devient alors avocat et se lance en politique.

### Carrière politique

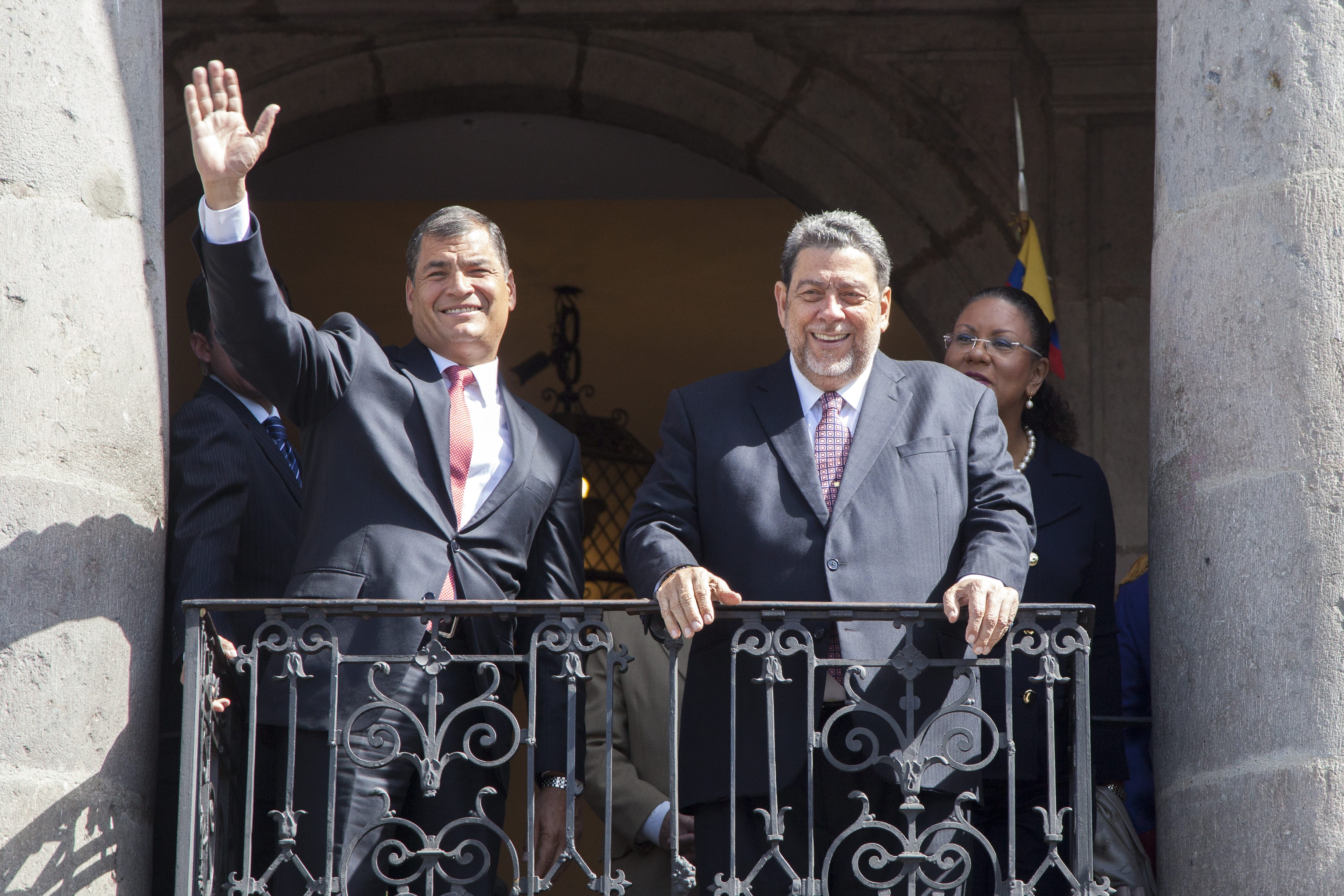
Ralph Gonsalves avec le président équatorien Rafael Correa.

En 2001, il remporte les élections législatives et devient Premier ministre ; son parti remporte douze des quinze sièges au Parlement. Les élections de 2005 produisent exactement le même résultat.
Ses opposants l'ont critiqué pour s'être rapproché de Cuba ainsi que du gouvernement d'Hugo Chávez au Venezuela. Ils font également remarquer que la dette du pays s'est accrue, et que Gonsalves a nommé son propre fils ambassadeur auprès des Nations unies. Toutefois, ses partisans soulignent au contraire le fait que Gonsalves a révolutionné les politiques du pays en matière d'éducation, ce qui a permis d'accroître l'accès de la population à l'éducation. De plus, font-ils remarquer, Gonsalves a tenu ses promesses de campagne électorale à chaque reprises. 
Anti-monarchiste, Ralph Gonsalves prend position en faveur du « oui » lors du référendum de 2009 portant sur l'instauration d'une république. En 2016, il fait voter un amendement supprimant le serment d'allégeance à la reine pour les fonctionnaires. En 2019, à la suite d'une visite du prince Charles à Saint-Vincent-et-les-Grenadines, Ralph Gonsalves renonce à organiser un second référendum sur l'abolition de la monarchie.
En tant que chef de gouvernement d'un pays membre de la Communauté caribéenne, il occupe à plusieurs reprises le poste de président de la CARICOM. 

### Livres
- The spectre of imperialism: the case of the Caribbean (1976)
- The non-capitalist path of development: Africa and the Caribbean (1981)
- History and the future: a Caribbean perspective (1994)
- Notes on some basic ideas in Marxism-Leninism (?)

### Pamphlets
- The Rodney affair and its aftermath (21 pages, 1975)
- The development and class character of the bourgeois state: the case of St. Vincent (15 pages, 1976)
- Controls and influences on the civil service and statutory bodies in the Commonwealth Caribbean: a preliminary discussion (67 pages, 1977)
- The development of the labour movement in St. Vincent (37 pages, 1977)
- Who killed sugar in St. Vincent? (21 pages, 1977)
- On the political economy of Barbados (49 pages, 1981)
- The trade union movement in St. Vincent and the Grenadines (64 pages, 1983)
- Ebenezer Joshua: his ideology and style (39 pages, 1984)
- Authority in the police force: its uses and abuses (45 pages, 1986)
- Banana in trouble: its present and future (22 pages, 1989)